# Gmina Niegosławice
Die Gmina Niegosławice (deutsch Waltersdorf) ist eine Landgemeinde im Powiat Żagański der Woiwodschaft Lebus in Polen.

## Geschichte
Das Gemeindegebiet zählte bis 1945 zum Landkreis Sprottau.

## Gliederung
Zur Landgemeinde Niegosławice gehören folgende Ortschaften (deutsche Namen bis 1945) mit Schulzenamt (sołectwo):
- Bukowica (Bockwitz)
- Gościeszowice (Giesmannsdorf)
- Krzywczyce (Eckartswaldau)
- Mycielin (Metschlau)
- Niegosławice (Waltersdorf)
- Nowa Jabłona (Neugabel)
- Przecław (Ottendorf)
- Rudziny (Reuthau)
- Stara Jabłona (Altgabel)
- Sucha Dolna (Nieder Zauche)
- Zimna Brzeźnica (Kaltenbriesnitz)

Weitere Ortschaften der Gemeinde ohne Schulzenamt sind:
- Bukowiczka (gehört zu Suckau)
- Dworcowy Przsiółek (Kolonie Waltersdorfer Bahnhof)
- Jurzyn
- Międzylesie (Walddorf)
- Nowa Bukowica (Neu-Bockwitz)
- Nowy Dwór (Neuhof)
- Pustkowie (Wiesenwerder)
- Wilczyce (Wildschütz)
- Zagóra (Hinterberge)

## Verkehr
Der Dienstbahnhof Niegosławice liegt an der Kreuzung der ehemaligen Bahnstrecke Rokitki–Kożuchów mit der hier nicht mehr im Personenverkehr betriebenen Bahnstrecke Łódź–Forst (Lausitz).

## Persönlichkeiten
- Adolf Dygasiński (1839–1902), polnischer Schriftsteller
- Günter Blobel (1936–2018), US-amerikanischer Biochemiker, Nobelpreisträger; geboren in Waltersdorf.